# Kristiern Johansson (Vasa)
Kristiern Johansson (Vasa), född omkring 1466-67, död tidigast 1494, senast 1497, var ett svenskt riksråd.
Son till Johan Kristiernsson (Vasa) och Birgitta Gustavsdotter (Sture).
Gift med Dordi Knutsdotter (Banér) (dotter till Knut Eskilsson (Banér)), vilken fortfarande levde 1527.

## Barn
1. Birgitta Kristiernsdotter (Vasa) (1480-talet–efter 1566) gift 1 med Didrik myntmästare (-1527), gift 2 med Mats Persson Upplänning.
2. Gustav Kristiernsson (Vasa), dog i ung ålder.